# العمليات الإرهابية في العراق 2006
شهد عام 2006 في العراق بداية حرب طائفية، وبقي أكثر الأعوام دمويةً في حرب العراق منذ الغزو الأمريكي عام 2003.

## يناير
- 1 يناير: أسفرت سيارتان مفخختان يقودهما انتحاريان عن مقتل جندي عراقي وإصابة 24 آخرين شمال بغداد.[2]
- 2 يناير: انتحاري يفجّر نفسه في حافلة بمدينة بعقوبة، ما أسفر عن مقتل سبعة أشخاص.[3]
- 4 يناير: انتحاري يستهدف جنازة شيعية، فيقتل 32 شخصًا ويصيب 40 آخرين.[4]
- 5 يناير: انتحاري في كربلاء يفجّر حزامًا ناسفًا محشوًا بكريات معدنية وقنبلة يدوية، ما أسفر عن مقتل 51 شخصًا وإصابة 138 آخرين. وفي الرمادي فجّر انتحاري نفسه قرب مجموعة من المجندين في الشرطة والجيش، فقتل أكثر من 60 شخصًا وأصاب نحو 70. كما انفجرت سيارتان مفخختان يقودهما انتحاريان في بغداد.[5]
- 6 يناير: انتحاري يستهدف دورية لوزارة الداخلية، ما أدى إلى مقتل شرطي واحد وإصابة سبعة آخرين.
- 9 يناير: انتحاريان متنكّران بزي الشرطة يتسللان إلى مجمّع وزارة الداخلية المحصن في بغداد، ويفجران نفسيهما، ما أسفر عن مقتل 29 شخصًا.
- 20 يناير: انتحاري يقود سيارة مفخخة يقتل جنديين أمريكيين في حقّانية.[6][7]
- 23 يناير: انتحاري يقتل ثلاثة أشخاص ويصيب سبعة آخرين قرب السفارة الإيرانية في بغداد.[8]

## فبراير
- 14 فبراير: انتحاري بسيارة مفخخة يقتل اثنين من مشاة البحرية الأمريكية قرب القائم.[9]
- 22 فبراير: تفجير ضريح العسكريين، الذي أُلقيت مسؤوليته من قبل الولايات المتحدة والعراق على تنظيم القاعدة في العراق، ما أدى إلى اندلاع حرب أهلية.

## مارس
- 10 مارس: انتحاري بشاحنة مفخخة يقتل ثمانية أشخاص ويصيب 11 عند نقطة تفتيش في الفلوجة.[10]
- 14 مارس: هجوم انتحاري في شمال العراق يقتل شخصًا واحدًا على الأقل، وهو المتعاقد الأمني الأمريكي تشاز بنجامين كراوفورد.
- 27 مارس: انتحاري يقتل ما بين 30 و40 شخصًا في مركز لتجنيد قوات الأمن في شمال العراق.[11]
- 29 مارس: حاول انتحاريان في حافلة صغيرة مفخخة مهاجمة مركز للشرطة في الحصوة، جنوب بغداد، لكن الحافلة انفجرت قبل أوانها عندما أطلقت الشرطة النار عليها، مما أدى إلى إصابة 11 شرطيًا وإحدى المارة.[12]
- 30 مارس: انتحاري بسيارة مفخخة يهاجم موكب شرطة في حي اليرموك غرب بغداد، فقتل أحد قوات النخبة وأصاب ثلاثة آخرين، كما جُرح مدنيان.[13]

## أبريل
- 3 أبريل: مقتل عشرة أشخاص وإصابة 38 آخرين في هجوم انتحاري بشاحنة مفخخة قرب مسجد شيعي في شمال شرق بغداد.[14]
- 7 أبريل: انتحاريان أو ثلاثة يستهدفون جامع براثا في بغداد، ما أدى إلى مقتل 85 شخصًا وإصابة 160 آخرين.[15][16][17]
- 11 أبريل: انتحاري يقتل جنديًا أمريكيًا في راوة.[18]
- 17 أبريل: انتحاري يهاجم سوقًا في مدينة المحمودية، فيقتل 13 شخصًا على الأقل ويصيب 19 آخرين. كما استهدف انتحاريان أو ثلاثة بسيارات مفخخة مجمّع الحكومة في الرمادي، ما أدى إلى إصابة جندي أمريكي واحد من مشاة البحرية.[19][20]

## مايو
- 1 مايو: هاجم انتحاري دورية للجيش الأمريكي، ما أسفر عن مقتل مدني عراقي واحد وإصابة اثنين آخرين في الإسكندرية جنوب بغداد.
- 2 مايو: قتل 10 أشخاص وأصيب 6 عندما فجّر انتحاري نفسه قرب موكب يحمي محافظ الأنبار وسط الرمادي.[21]
- 3 مايو: انتحاري يقتل 16 ويصيب 25 في مركز لتجنيد الشرطة في الفلوجة.[22] كما توفي جندي أمريكي في تميم بمحافظة الأنبار حين فجر انتحاري نفسه بسيارة قرب نقطة مراقبته أثناء دورية قتالية.[23]
- 4 مايو: انتحارية تهاجم حشدًا من ضباط الشرطة والمدنيين خارج مبنى المحكمة المدنية في بغداد، مما أسفر عن مقتل 9 أشخاص على الأقل.[24]
- 6 مايو: انتحاري يقتل ثلاثة جنود عراقيين في قاعدة بتكريت.[25]
- 7 مايو: انتحاري يقتل خمسة ويصيب 18 في كربلاء.[26] كما هاجم انتحاري دورية للجيش العراقي أثناء مغادرتها قاعدة في حي الأعظمية ببغداد، ما أسفر عن مقتل 10 أشخاص وإصابة 15، أغلبهم من الجنود.
- 9 مايو: تفجير انتحاري بسيارة يقتل 22 ويصيب 134 في تلعفر.[27]
- 14 مايو: هجوم بسيارتين مفخختين مزدوجتين خارج مطار بغداد قرب نقطة تفتيش قاعدة النصر، قتل 14 وأصاب 6 آخرين.
- 20 مايو: انتحاري يهاجم مركز شرطة في القائم، فيقتل خمسة ويصيب عشرة من المدنيين والشرطة.
- 21 مايو: انتحاري يقتل 13 ويصيب 18 في مطعم وسط بغداد.[28]
- 29 مايو: قُتل جندي أمريكي، ومصور قناة سي بي إس بول دوغلاس، ومهندس الصوت جيمس برولان في هجوم انتحاري بسيارة مفخخة في منطقة الكرادة ببغداد.[29] كما هاجم انتحاري دورية شرطة في بغداد فأصاب شرطيين وقتل واحدًا.
- 30 مايو: انتحاري يقتل 12 على الأقل ويصيب 36 في الحلة.

## يونيو
- 3 يونيو: انتحاري يهاجم سوقًا في البصرة، يقتل 28 ويصيب 62.
- 12 يونيو: انتحاري يفجر نفسه في محطة وقود بتلعفر، يقتل أربعة مدنيين ويصيب أكثر من 40.[30]
- 13 يونيو: خمسة هجمات انتحارية في كركوك خلال يوم واحد: انتحاري بسيارة يهاجم منزل ضابط شرطة رفيع ويصيب كولونيل طاهر صلاح الدين، ويقتل أحد حراس الأمن. بعد ذلك، انتحاري في سيارة حاول مهاجمة مقر الشرطة، لكنه أُطلق عليه النار وفجر نفسه، ما أسفر عن مقتل شرطيين. في مكان آخر، انتحاري بسيارة فجر نفسه خارج مكاتب الاتحاد الوطني الكردستاني، وأصاب اثنين. انتحاري آخر حاول استهداف نفس المبنى لكنه قُتل قبل التفجير. انتحاري آخر استهدف مبنى أمني في حي واسط، وأصاب أربعة مدنيين.[31][32]
- 14 يونيو: الشرطة تقتل انتحاريًا حاول مهاجمة نقطة تفتيش في كركوك.
- 16 يونيو: انتحاري يدخل مسجدًا شيعيًا في بغداد، يقتل 11 ويصيب 25 خلال صلاة الجمعة.[33]
- 17 يونيو: انتحاري يفجر سيارته قرب نقطة تفتيش شرطة في المحمودية، يقتل أربعة ويصيب 15.
- 19 يونيو: انتحاري يقتل أربعة مدنيين ويصيب عشرة في هجوم على نقطة تفتيش للجيش وسط بغداد.[34]
- 20 يونيو: انتحاري يقتل اثنين ويصيب اثنين في دار كبار السن بالبصرة.[35]
- 24 يونيو: انتحاري في ذلولية يقتل خمسة من رجال الشرطة العراقيين.[36]
- 25 يونيو: انتحاري يقتل أحد قناصي الشرطة ويصيب تسعة في هجوم على نقطة تفتيش شرطة ببغداد.[37]
- 26 يونيو: انتحاري يفجر نفسه عند نقطة تفتيش عسكرية غرب بغداد، ما أدى إلى مقتل اثنين من قناصي الشرطة وإصابة أربعة أشخاص.[38]
- 27 يونيو: انتحاري يهاجم محطة وقود في كركوك، يقتل ثلاثة ويصيب 17.
- 28 يونيو: انتحاري بسيارة يهاجم مسجدًا سنيًا قرب سوق في بعقوبة، يقتل ثلاثة.
- 29 يونيو: انتحاري بسيارة يقتل خمسة ويصيب 31 على الأقل خلال عزاء لجندي عراقي في كركوك.[39][40]

## يوليو
- 1 يوليو: تفجير انتحاري بسيارة في سوق مزدحم في مدينة الصدر، منطقة شيعية في بغداد، يقتل 62 ويصيب 114. أعلنت مجموعة تُسمى أنصار الشعب السني مسؤوليتها عن الهجوم.[41] كما قتل انتحاري شرطيين وأصاب ستة في هجوم على دورية شرطة في الموصل.[42]
- 3 يوليو: انتحاري بسيارة يهاجم دورية أمنية في بغداد، يصيب شرطيين وجنديين ومدني واحد.
- 5 يوليو: انتحاري بسيارة يهاجم نقطة شرطة في الموصل، يقتل اثنين بينهم شرطي.
- 6 يوليو: انتحاري يهاجم حافلتين تحملان حاجين إيرانيين خارج ضريح شيعي في الكوفة، يقتل 12 ويصيب 41، منهم ثمانية إيرانيين.[43]
- 10 يوليو: انتحاري يهاجم مكاتب حزب الاتحاد الوطني الكردستاني في كركوك، يقتل ثلاثة ويصيب ثمانية. انتحاري آخر يهاجم حشد مدنيين في موقع انفجار سابق بمدينة الصدر، يقتل 8 ويصيب 41.[44]
- 11 يوليو: أكثر من 50 قتيلًا في بغداد ضمن أعمال عنف تضمنت تفجيرين انتحاريين مزدوجين قرب مداخل المنطقة الخضراء المحصنة.[45]
- 12 يوليو: انتحاري يفجر نفسه في مطعم جنوب بغداد، يقتل سبعة ويصيب 20.[46]
- 13 يوليو: انتحاري يهاجم دورية شرطة في كركوك، يقتل ثلاثة ويصيب ثمانية. انتحاري آخر يهاجم مجلس مدينة أبي صيدا شمال بغداد، يقتل ستة ويصيب ثلاثة منهم رئيس المجلس. انتحاري بسيارة يهاجم دورية شرطة في الموصل، يقتل شرطيين وثلاثة مدنيين ويصيب خمسة، منهم شرطيين.[47]
- 14 يوليو: انتحاري يهاجم دورية شرطة، يقتل خمسة بينهم ثلاثة مدنيين في الموصل.[48]
- 15 يوليو: انتحاري يهاجم نقطة تفتيش لقناصي الشرطة بشرق بغداد، يقتل اثنين ويصيب أربعة. كما فجّر انتحاري سيارة في دورية شرطة ببغداد، يصيب ستة بينهم شرطيين.[49]
- 16 يوليو: انتحاري يهاجم مقهى في طوز خورماتو، يقتل 28.[50][51]
- 18 يوليو: انتحاري بسيارة يفجر نفسه في سوق بالكوفة، يقتل بين 53 و59 ويصيب أكثر من 100.[52][53] كما يهاجم انتحاري دورية للجيش في الموصل، يقتل أربعة ويصيب اثنين.[53][54]
- 21 يوليو: انتحاري يقتل ستة شرطيين ويصيب 13 قرب الفلوجة. كما اقتحم انتحاري منزل رئيس مجلس سامراء المحلي أسعد علي ياسين وفجر نفسه، دون أن يصيب أسعد أو أحدًا آخر.[55]
- 23 يوليو: انتحاري يقود حافلة مفخخة يفجرها قرب سوق في مدينة الصدر، يقتل 32 إلى 34 ويصيب 65 إلى 70.[56][57]
- 24 يوليو: انتحاري يقتل خمسة جنود عراقيين ويصيب أربعة في هجوم على دوريتهم بالموصل. كما هاجم انتحاري نقطة تفتيش كتيبة الطوارئ بسامراء، يقتل مدنيًا ويصيب ستة من الشرطة.[58]
- 25 يوليو: انتحاري يهاجم منزلًا تستخدمه الشرطة في سامراء، يقتل شخصًا ويصيب سبعة.
- 29 يوليو: انتحاري يهاجم نقطة شرطة قرب القائم، يقتل نفسه ويصيب شرطيين.
- 30 يوليو: انتحاري بسيارة يهاجم دورية شرطة في الموصل، يقتل شرطيًا ويصيب ثلاثة آخرين.
- 31 يوليو: انتحاري يهاجم نقطة مراقبة عراقية خارج الموصل، يقتل أربعة جنود ويصيب ستة.[59]

## أغسطس
- 1 أغسطس: انتحاري بسيارة يفجر نفسه قرب موكب للجيش العراقي وسط بغداد، يقتل 10 جنود وأربعة مدنيين ويصيب 22.[60]
- 4 أغسطس: انتحاري في شاحنة صغيرة يفجر نفسه في ملعب رياضي في الحضر، يقتل 10 ويصيب 12.[61][62]
- 6 أغسطس: انتحاري يهاجم جنازة في وسط تكريت، يقتل 15 ويصيب 17.[63][64]
- 7 أغسطس: تسعة جنود يقتلون وعشرة مدنيين يصابون في هجوم بشاحنة مفخخة في سامراء.[65]
- 10 أغسطس: انتحاري يهاجم نقطة تفتيش قرب مقام في النجف، يقتل 35 ويصيب 122.[66][67]
- 13 أغسطس: هجمات متزامنة باستخدام صاروخ، سيارة مفخخة، انتحاري بدراجة نارية وجهازين آخرين تستهدف حي الزعفرانية جنوب شرق بغداد على مدى ساعة، مما أسفر عن مقتل 57 وإصابة ما يقارب 150.[68]
- 15 أغسطس: انتحاري بشاحنة مفخخة يقتل تسعة ويصيب 36 خارج مقر الاتحاد الوطني الكردستاني في الموصل.[69]
- 19 أغسطس: انتحاري بسيارة يهاجم مسجدًا شيعيًا في حي الدورة ببغداد، يقتل شخصًا واحدًا.
- 23 أغسطس: انتحاري يهاجم مقر شرطة في الموصل، يقتل شخصًا ويصيب عشرة. انتحاري متنكر بزي شرطي يصيب ستة من الشرطة في هجوم على مركز شرطة.
- 27 أغسطس: انتحاري بشاحنة يقتل اثنين من الحراس الكرد ويصيب 16 في هجوم على مكاتب الاتحاد الوطني الكردستاني. هجوم مزدوج بسيارات مفخخة في كركوك قرب منزل بيروت طالباني، قتل 9 وأصاب 22.
- 28 أغسطس: في بغداد، قتل 16 شخصًا منهم 13 شرطيًا في هجوم بسيارة مفخخة على مجمع وزارة الداخلية. في انفجار منتصف النهار خارج الوزارة أصيب العشرات. المجمع مستهدف كثيرًا ومحاط بحراسة مشددة. وقع الهجوم بينما كان وزير الدفاع البريطاني ديه براون في بغداد لإجراء محادثات. كما هاجم انتحاري بسيارة خط انتظار الوقود في محطة في حي الدورة، فقتل 3 وأصاب 15.[70]
- 29 أغسطس: تفجير انتحاري بسيارة في مكان ما بالعراق قتل مترجمًا أمريكيًا اسمه ساحر جورجس.[71]
- 31 أغسطس: انتحاري يهاجم محطة وقود شرق بغداد، يقتل شخصين ويصيب 13.

## سبتمبر
- 3 سبتمبر: هاجم انتحاري دورية شرطة في الموصل، قتل شرطيين وأصاب ثلاثة.
- 7 سبتمبر: هاجم انتحاري مستودع وقود للشرطة في بغداد، قتل 12 شرطياً. كما هاجم انتحاري دورية شرطة في نفق بمنطقة باب الشرجي في بغداد، قتل 3 وأصاب 10.[72]
- 9 سبتمبر: قتل انتحاري شرطياً وأصاب 10 مدنيين بعد أن أطلقت الشرطة في مركز شرطة الاظهرية ببغداد النار على سيارة الانتحاري فانفجرت مبكراً.[73]
- 10 سبتمبر: هاجم انتحاري بسيارة دورية شرطة، قتل 3 وأصاب 14، أغلبهم من الشرطة.
- 11 سبتمبر: فجر انتحاري نفسه في حافلة محملة بمجندين للجيش في بغداد، قتل 16 وأصاب 7.
- 14 سبتمبر: فجر انتحاري شاحنة نفسه عند نقطة تفتيش للجيش الأمريكي في بغداد، قتل 3 جنود وأصاب 25 جندياً.[74] كما فجر انتحاري نفسه عند نقطة تفتيش للشرطة العراقية في تلعفر، قتل شرطياً وأصاب اثنين آخرين.[75]
- 16 سبتمبر: هاجم انتحاري دورية أمريكية في الرمادي، قتل 4 مدنيين. كما هاجم انتحاري مركز شرطة محصن في منطقة الدورة في بغداد، قتل مدنياً وأصاب 22 آخرين.[76]
- 17 سبتمبر: فجر انتحاري نفسه عند نقطة تفتيش شرطة في كركوك، وقتل نفسه فقط.
- 18 سبتمبر: هاجم انتحاري مركز تجنيد شرطة في الرمادي، قتل 13 وأصاب 10. كما هاجم انتحاري سوقاً في تلعفر، قتل على الأقل 21 وأصاب 17.[77]
- 19 سبتمبر: هاجم انتحاري جمعاً من الناس تجمعوا في موقع هجوم سابق على قاعدة عسكرية في الشرقاط، قتل 21 وأصاب 50. كما قُتل جندي أمريكي وأصيب اثنان في انفجار سيارة انتحارية في الموصل.[78]
- 20 سبتمبر: هاجم انتحاري منزل خالد الفلالي، زعيم سني لقبيلة البازي في سامراء، قتل طفلاً وأصاب 26 شخصاً. كما فجر انتحاري شاحنة نفسه عند نقطة تفتيش شرطة في منطقة الدورة ببغداد، قتل 7 من قوات الشرطة وأصاب 11، بينهم 3 مدنيين. كما هاجم انتحاري سوقاً في تلعفر، قتل على الأقل 22 وأصاب 24.[79]
- 24 سبتمبر: فجر انتحاري نفسه عند نقطة تفتيش في تلعفر، قتل جنديين وأصاب ثلاثة بينهم مدني.[80]
- 25 سبتمبر: هاجم انتحاري نقطة تفتيش شرطة في الرمادي، قتل 7 شرطياً وأصاب 7 آخرين.
- 26 سبتمبر: هاجم انتحاري مركز شرطة جديد في جرف الصخر، قتل شرطيين وأصاب 4 شرطياً و8 جنود أمريكيين.
- 27 سبتمبر: هاجم انتحاري مقر الحزب الشيوعي العراقي في بغداد، قتل 5 وأصاب 15.
- 28 سبتمبر: فجر انتحاري نفسه عند نقطة تفتيش قرب قاعدة عسكرية أمريكية في مطار كركوك، قتل شرطياً وأصاب 8. كما هاجم انتحاري مقر الجيش العراقي في منطقة الشعب ببغداد، قتل مدنيين وأصاب 25 منهم 9 جنود.[81]
- 30 سبتمبر: فجر انتحاري نفسه عند نقطة تفتيش للجيش العراقي في تلعفر، قتل شخصين وأصاب 30.[82]

## أكتوبر
- 3 أكتوبر: قتل انتحاري 3 وأصاب 19 في سوق سمك في بغداد.[83]
- 4 أكتوبر: هاجم انتحاري بسيارة نقطة تفتيش مشتركة للشرطة والجيش في تلعفر، أصاب 3 من الشرطة و2 من الجيش و9 مدنيين. كما فجر انتحاري شاحنة نفسه خارج مقر الجيش العراقي في الرمادي، ولم يقتل سوى نفسه لكنه أصاب عدداً من الناس. في الرمادي، اصطدمت سيارة انتحاري بباب مركز شرطة وأصابت 4 أشخاص.[84]
- 7 أكتوبر: قتل انتحاري بسيارة 14 شخصاً منهم 4 جنود وأصاب 13 منهم 9 مدنيين في نقطة تفتيش للجيش العراقي في تلعفر.
- 9 أكتوبر: قتل انتحاري بسيارة شرطياً وأصاب 11 آخرين بينهم شرطي و10 مدنيين في نقطة تفتيش شرطة في تلعفر، شمال بغداد. كما اصطدمت سيارة انتحاري بنقطة تفتيش شرطة قرب الحدود الأردنية في طريبيل، وأصابت 6 من الشرطة وقوات النخبة.[85]
- 12 أكتوبر: اصطدم انتحاري بسيارته نقطة تفتيش للجيش العراقي في كركوك، وأصاب جندياً واحداً.[86] كما هاجم انتحاري مقر الجيش في الرمادي، ولم تقع إصابات.[87]
- 13 أكتوبر: هاجم انتحاري دورية في المزراة، قتل 3 جنود عراقيين.[88]
- 15 أكتوبر: هاجم انتحاريون ستة أهداف على الأقل في كركوك، قتلوا 18 وأصابوا أكثر من 70 آخرين.[89] كما قتل انتحاري في تلعفر 5 أشخاص منهم 3 من الشرطة. وهاجم انتحاري سوقاً في القائم وقتل 8.
- 17 أكتوبر: قتل انتحاري بسيارة اثنين من الشرطة وأصاب 9 بينهم 4 مدنيين في منطقة الصيدية جنوب بغداد. كما هاجم انتحاري نقطة تفتيش للجيش في الشرقاط، قتل جندياً وأصاب اثنين آخرين. كما هاجم انتحاريان أكاديمية الشرطة في كركوك، دون إصابات.[90]
- 19 أكتوبر: قتل انتحاري بسيارة جنديين وأصاب 4 في منطقة تبعد 35 كم جنوب غرب كركوك. كما هاجم 6 انتحاريين بالسيارات، بينها شاحنة وقود، نقاط للشرطة والجيش الأمريكي في الموصل، ما أدى لمقتل 20 على الأقل. وقتل انتحاري في كركوك 8 وأصاب 70 آخرين.
- 21 أكتوبر: فجر انتحاري نفسه في حافلة عراقية ببغداد، قتل 5 وأصاب 15.
- 22 أكتوبر: قتل انتحاري 6 وأصاب 20 في شارع فلسطين وسط بغداد.
- 25 أكتوبر: هاجم انتحاري مستشفى في بعقوبة، قتل شرطيين.[91]
- 26 أكتوبر: أصاب انتحاري جنديين عراقيين في تلعفر.
- 30 أكتوبر: فجر انتحاري نفسه داخل مقر شرطة في كركوك، قتل شرطيين وطفلة عمرها 3 سنوات، وأصاب 19 منهم 10 شرطيين.[92] كما وقع هجوم انتحاري مزدوج على نقطة تفتيش للجيش العراقي قرب سوريا، قتل 6 جنود وأصاب واحد.

## نوفمبر
- 1 نوفمبر: هجومان بسيارات انتحارية على نقاط للشرطة شمال الرمادي، قتلوا 5 شرطياً وأصابوا 3.
- 7 نوفمبر: دخل انتحاري مقهى في منطقة الغريات الشيعية وفجر نفسه بعد الغروب، قتل 17 وأصاب 20.
- 10 نوفمبر: هاجم انتحاري بسيارة نقطة تفتيش للجيش في تلعفر، قتل عقيداً و4 جنود وأصاب 17 بينهم 10 جنود.
- 11 نوفمبر: هاجم انتحاري بسيارة مركز شرطة في زغينيا شمال بعقوبة، قتل 2 منهم امرأة.
- 12 نوفمبر: دخل انتحاري مركز تجنيد للشرطة في بغداد وفجر نفسه، قتل 35 وأصاب 58.
- 18 نوفمبر: فجر انتحاري بسيارة نفسه عند نقطة تفتيش شرطة في حديثة غرب بغداد، قتل شرطياً وأصاب آخر.
- 19 نوفمبر: فجر انتحاري نفسه بالقرب من جنازة وقتل 3 وأصاب 22 في كركوك.
- 20 نوفمبر: انفجر انتحاري بسيارة عند نقطة تفتيش وقتل 2 بينهم شرطي وأصاب 6 بينهم 4 من الشرطة في الرمادي. كما اصطدمت سيارة انتحاري بدورية مشتركة للشرطة والجيش وقتلت 3 جنود وأصابت 4 آخرين بينهم شرطي في غرب الموصل.[93]
- 23 نوفمبر: هجمات بالهاون و5 سيارات مفخخة، منها 3 انتحارية على الأقل، قتلت 215 في تفجيرات بمدينة الصدر ببغداد.[94][95]
- 24 نوفمبر: هجوم انتحاري مزدوج في سوق بحي شيعي في تلعفر قتل 22 وأصاب 45.
- 29 نوفمبر: هاجم انتحاري مركز شرطة في الموصل، قتل مدنياً وأصاب 23. كما هاجم انتحاري دورية شرطة في بغداد، قتل شرطياً وأصاب 7 بينهم 3 من الشرطة. كما فجر انتحاري نفسه بالقرب من دورية شرطة في شارع النضال ببغداد، قتل شرطياً وأصاب 5 مدنيين.

## ديسمبر
- 1 ديسمبر: هاجم انتحاري دورية أمريكية في كركوك، قتل مدنيين اثنين.
- 3 ديسمبر: هاجم انتحاري دورية شرطة في الموصل، قتل شخصين. كما هاجم انتحاري موكب مسؤول شرطة قرب كركوك، قتل 3 شرطياً.
- 6 ديسمبر: هاجم انتحاري حافلة صغيرة في بغداد، قتل 3.
- 9 ديسمبر: قتل انتحاري 7 في سوق بكربلاء.
- 11 ديسمبر: قتل انتحاري أحد قوات الشرطة الخاصة في بغداد.
- 12 ديسمبر: هاجم انتحاري حشداً من الشيعة الفقراء في بغداد، قتل 71 وأصاب 220 بعد أن جذب عمال البناء إلى شاحنة بيك أب عبر عرض وظائف أثناء تناولهم الإفطار.[96] كما هاجم انتحاري نقطة تفتيش شرطة في بغداد، قتل شخصاً.[97]
- 13 ديسمبر: هجوم انتحاري مزدوج على قاعدة للجيش العراقي في الرياض قرب كركوك، قتل 7 جنود وأصاب 15. كما هاجم هجوم مزدوج مقر الكتيبة الثانية للجيش العراقي قرب كركوك، قتل 4 جنود وأصاب 10.[98]
- 20 ديسمبر: هاجم انتحاري بسيارة نقطة تفتيش شرطة في بغداد، قتل 11.
- 21 ديسمبر: هاجم انتحاري مركز تجنيد الشرطة في بغداد، قتل 3 ضباط و12 مجنداً. كما هاجم نقطة تفتيش للجيش قرب كركوك، قتل جندياً. كما قتل انتحاري شخصين في بغداد.
- 24 ديسمبر: دخل انتحاري مركز شرطة في مدينة مقدادية بمحافظة ديالى وفجر نفسه، قتل 7 ضباط وأصاب 30.[99]
- 25 ديسمبر: فجر انتحاري نفسه في حافلة مكتظة في حي الطالبية شمال شرق بغداد، قتل 3 وأصاب 20. كما هاجم نقطة تفتيش للشرطة قرب مدخل جامعة الأنبار في الرمادي، قتل 3 شرطياً وأصاب طالبين.
- 28 ديسمبر: هاجم انتحاري بسيارة صغيرة مكاتب الحزب الديمقراطي الكردستاني في الموصل، قتل 2 وأصاب 19.
- 29 ديسمبر: هاجم انتحاري مسجد شيعي في الخالص، قتل 10.
- 30 ديسمبر: قتل انتحاري 5 في تلعفر.